# 帕西帕尼 (新澤西州)
帕西帕尼（英語：Parsippany）是位於美國新澤西州摩里斯縣的普查規定居民點。

## 人口
根據2020年美國人口普查的數據，帕西帕尼的面積為17.79平方千米，當中陸地面積為15.76平方千米，而水域面積為2.03平方千米。當地共有人口22778人，而人口密度為每平方千米1,280.38人。